# Frédéric-François V de Mecklembourg-Schwerin
Pour les articles homonymes, voir Frédéric-François.
Frédéric-François V de Mecklembourg-Schwerin, (en allemand Friedrich-Franz V. von Mecklenburg-Schwerin), né le 22 avril 1910 à Schwerin et mort le 31 juillet 2001 à Hambourg, est un membre de la Maison de Mecklembourg. Il porte le titre de duc de Mecklembourg-Schwerin de 1945 à 2001.
Titre
Prétendant au trône de Mecklembourg-Schwerin
17 novembre 1945 – 31 juillet 2001

## Biographie

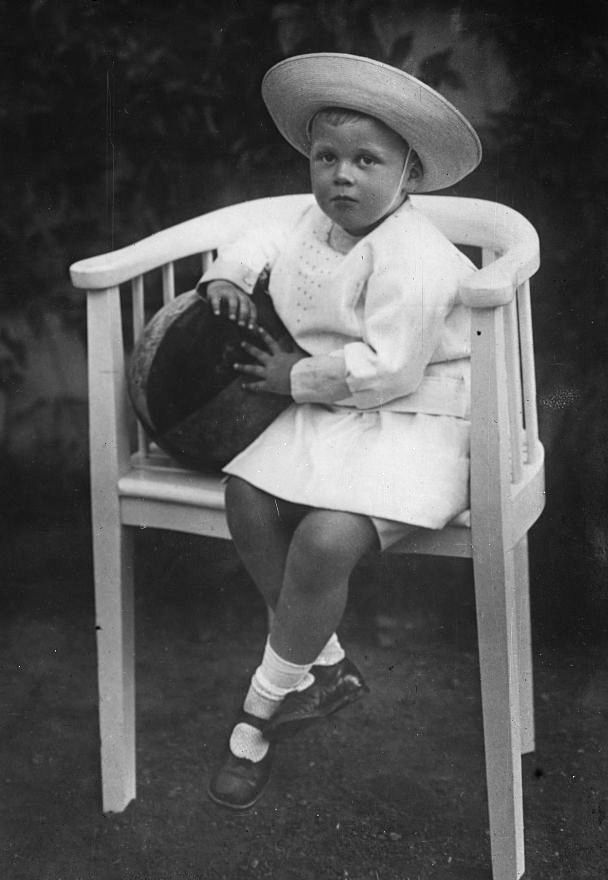
Le grand-duc héritier enfant

Fils de Frédéric-François IV de Mecklembourg-Schwerin et d'Alexandra de Hanovre, il est grand-duc héritier de Mecklembourg-Schwerin jusqu'à l'abdication de son père le 14 novembre 1918.
En 1931, contre la volonté de son père, le prince, à peine âgé de 21 ans, rejoint la Schutzstaffel (SS) et est élevé au grade d'Hauptsturmführer en 1936.
À la mort de son père, le 17 novembre 1945, il lui succède comme duc de Mecklembourg-Schwerin et chef de toute la Maison de Mecklembourg.

## Mariage
En 1941, il épouse Karin Elisabeth von Schaper (1920-2012). Le couple divorce en 1967, avant de se remarier en 1977.

## Généalogie
Frédéric-François V de Mecklembourg appartient à la lignée de Mecklembourg-Schwerin, cette lignée appartenant à la première branche de la Maison de Mecklembourg s'éteint avec lui en 2001.

## Succession
Depuis la mort de Frédéric-François V de Mecklembourg, l'héritage des deux duchés de Mecklembourg est dans une impasse. Son lointain cousin Georges Borwin réclame la succession à ces titres, mais le prince Georges Frédéric de Prusse se présente également comme l'héritier de Frédéric-François V.